# Brun titi
Brun titi (Callicebus brunneus) är en däggdjursart som först beskrevs av Johann Andreas Wagner 1842.  Brun titi ingår i släktet springapor och familjen Pitheciidae. IUCN kategoriserar arten globalt som livskraftig. Inga underarter finns listade.
Arten når en kroppslängd (huvud och bål) av 30 till 34,5 cm, en svanslängd av 37 till 42 cm och en vikt av cirka 850 g. Honor är lite mindre än hannar. På ovansidan förekommer mörkbrun päls som blir ljusare och ibland rödbrun fram till undersidan. En krans kring huvudet samt de främre armarna, vaderna, händer och fötter har en svartbrun färg. Svansen nära bålen är täckt av mörkbrun päls och en fjärde till en tredje del vid spetsen har en ljusbrun färg.
Denna springapa förekommer i västra Brasilien, norra Bolivia och östra Peru. Habitatet utgörs av olika slags skogar.
Callicebus brunneus äter huvudsakligen blad samt frukter, spindeldjur och insekter. Liksom andra springapor lever den i små familjegrupper med ett monogamt föräldrapar. Sällan ingår blommor i födan och arten undviker frön.
Flockens medlemmar har långa vilotider och de använder den aktiva tiden för födosöket, vandring samt pälsvård och andra sociala sysslor. Sträckan som flocken vandrar beror på utbredning. I Manu nationalpark registrerades 150 meter per dag eller lite längre. I andra regioner sker upp till 1450 meter långa vandringar per dag.
Hannen hjälper vid ungarnas uppfostring, bland annat genom att bära ungen.